# Theaterlexikon der Schweiz
Theaterlexikon der Schweiz (TLS) / Dictionnaire du théâtre en Suisse (DTS) / Dizionario Teatrale Svizzero (DTS) / Lexicon da teater svizzer (LTS) en encyklopædi om teater i Schweiz, der blev udgivet i 2005 i tre bind. Den blev skrevet fra 1997 til 2005 af Institute of Theatre Studies på universitet i Bern.
De 3.600 opslag indeholder 3.000 biografier, artikler om spillesteder, teatertrupper, organisationer, begivenheder og generelle emner.
Artiklerne er skrevet på tysk (70%), fransk (20%), italiensk (6%) eller rætoromansk (2%). De rætoromanske artikler er oversat til tysk.
Teksten (uden illustrationer) blev udgivet online i 2012.